# 인천구치소
인천구치소(仁川拘置所)는 대한민국의 구치소이다. 문학산 기슭인 인천광역시 미추홀구 학익소로 30에 위치하고 있다.
인천광역시 및 인천지방검찰청 및 인천지방법원 관할인 경기도 부천시, 김포시 관할 사건 수용자를 수용한다.

## 역사
본래 인천 지역에는 통감부 시절에 설립된 경성감옥 인천분감이 있었다. 경성감옥은 서대문형무소의 전신이다. 김구가 수감되어 항만 건설 노역에 참여한 것으로도 잘 알려진 곳이다. 이 감옥은 1920년대에 폐지되었다.
일제강점기인 1938년 3월에 인천 지역에 청소년 죄수를 수감하기 위한 소년형무소가 문을 열었다. 이 형무소는 미군정 시기인 1947년에 인천소년형무소로 개칭되었고, 1962년에는 형무소 명칭이 교도소로 바뀌면서 인천소년교도소로 개칭했다.
1990년에 인천소년교도소가 충청남도 천안시로 이전하고 천안소년교도소로 바뀌었다. 기존의 인천소년교도소는 미결수를 수용하는 인천구치소로 개편되었다. 1997년에 현대식 신축 건물을 지었다. 2017년 2월 당시 인천광역시교육청 교육감이던 이청연 전 교육감이 인천지방법원에서 열린 뇌물수수 사건 1심에서 6년을 선고받고 법정구속되어 수감되었던 곳이다. 이후 17년 3월에 안양교도소로 이송되었다. 

## 사진

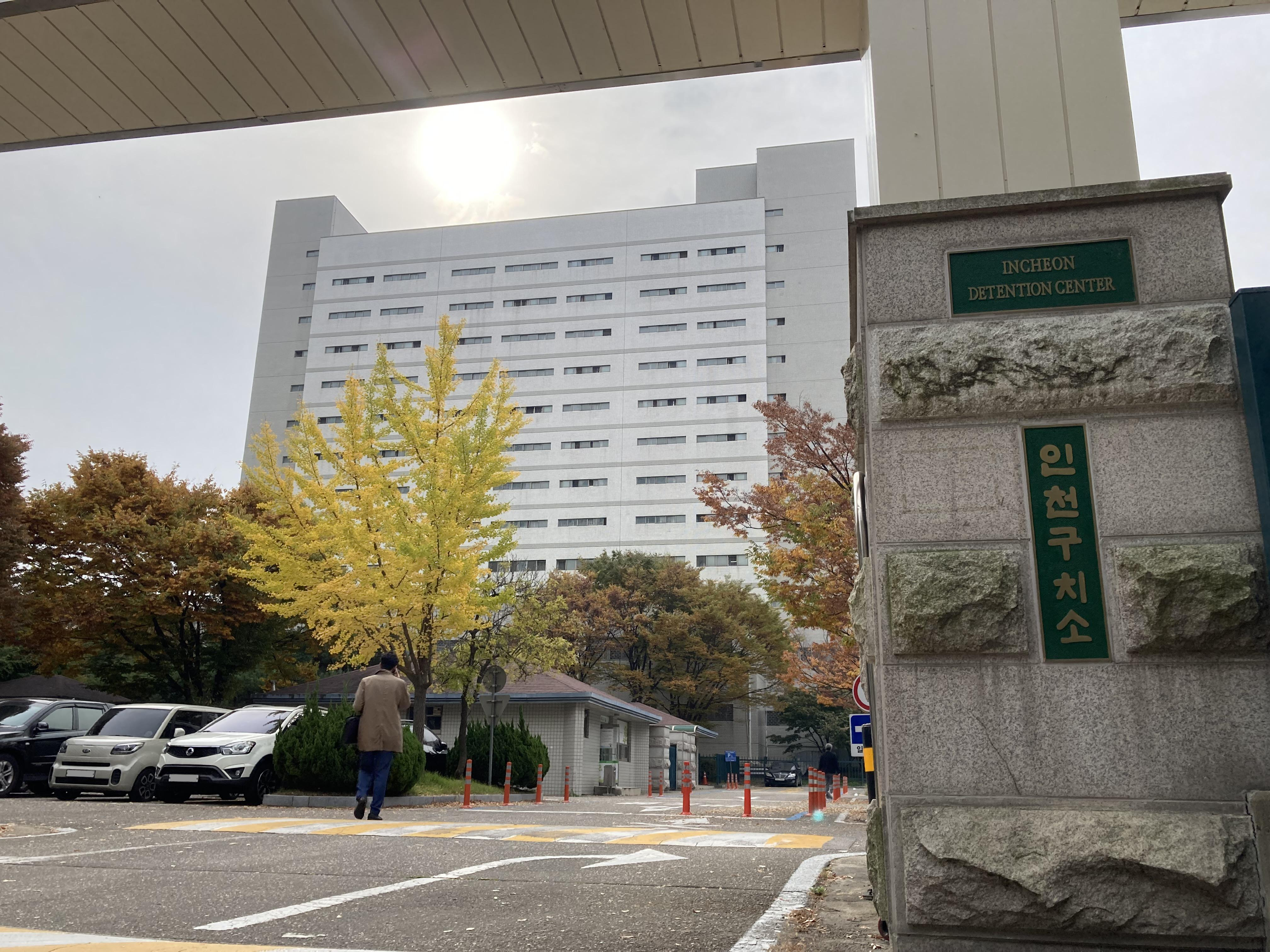
인천구치소 가족대기실, 민원실 입구
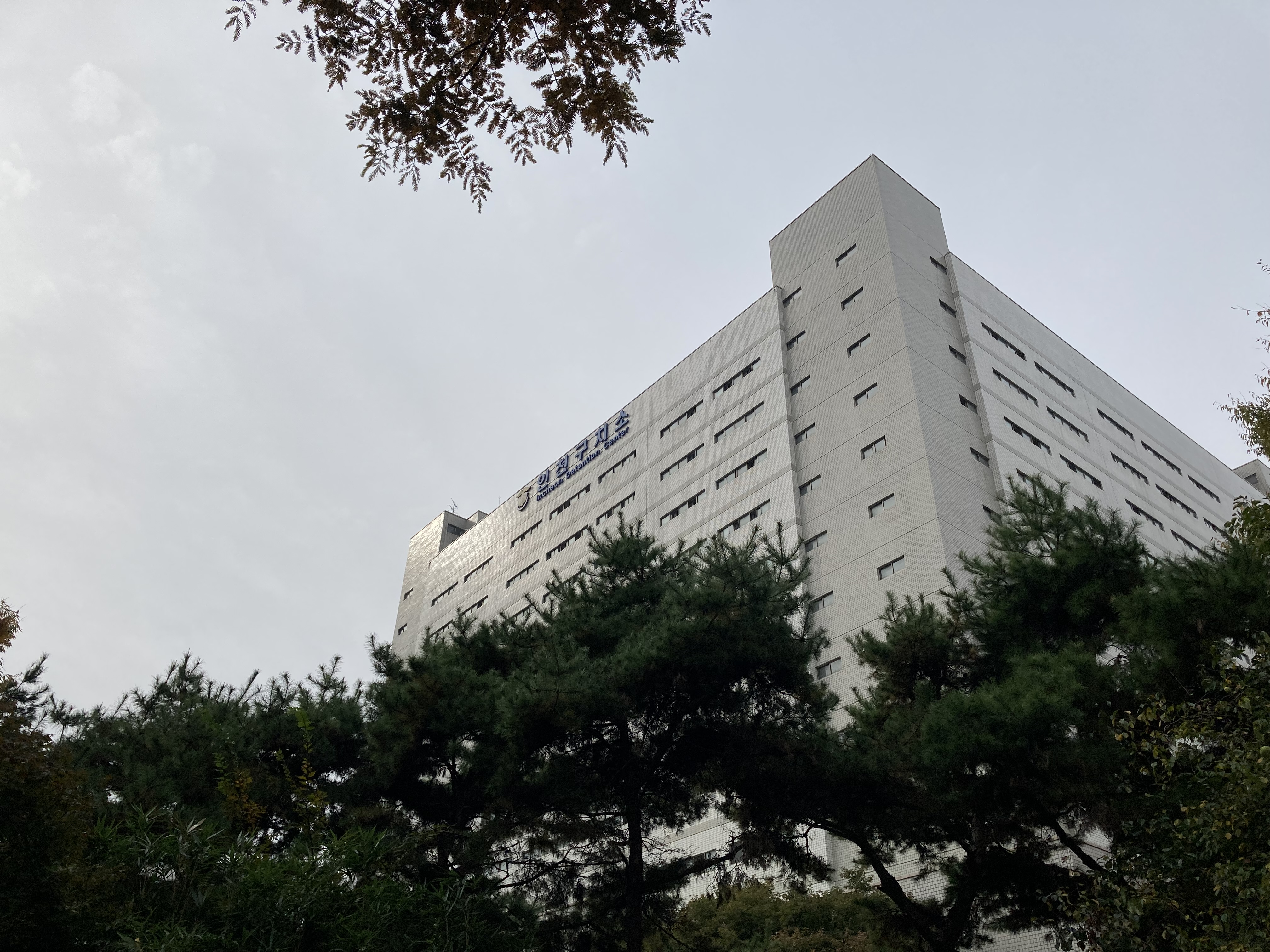
인천구치소 건물
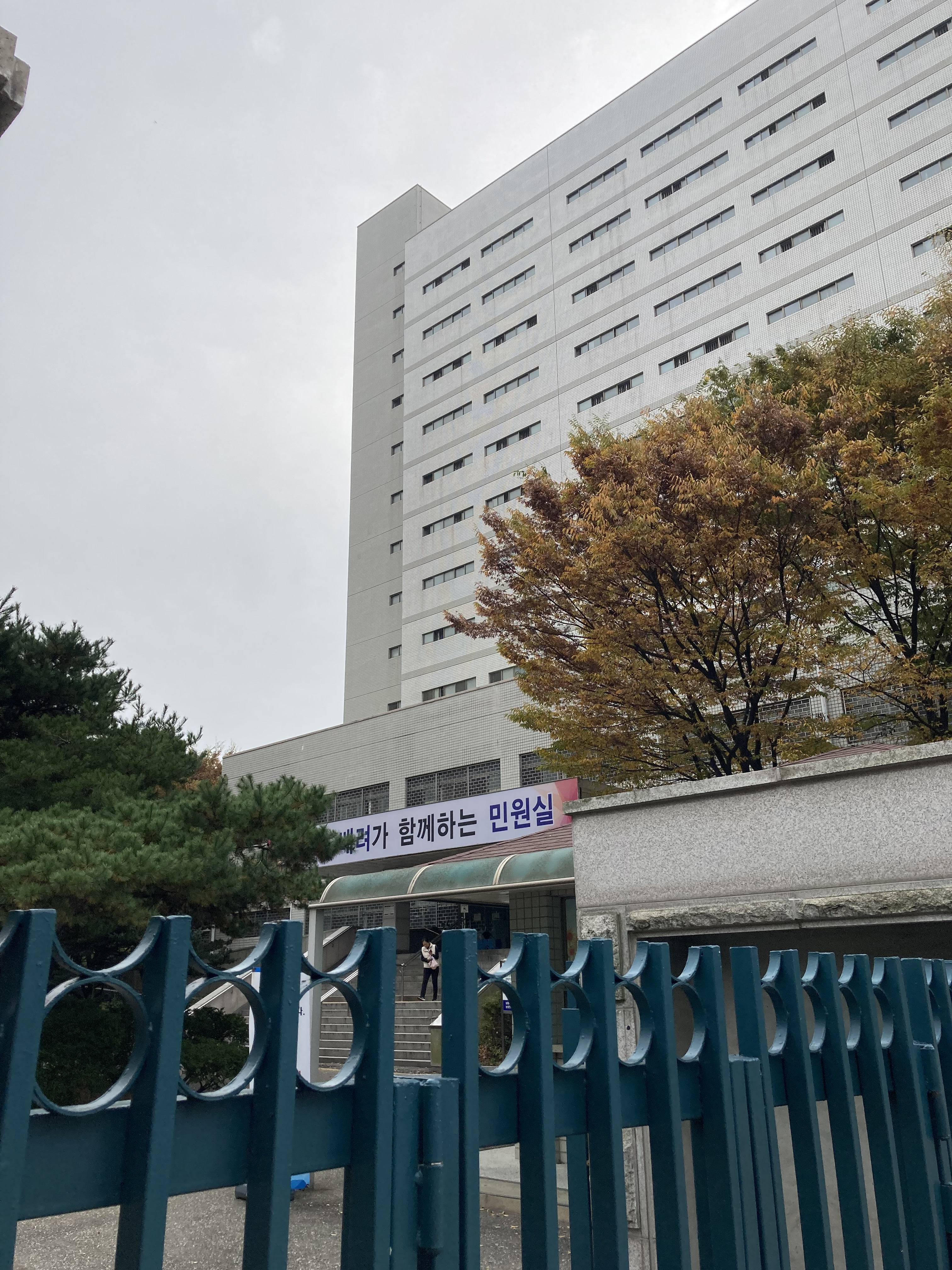
인천구치소 민원실
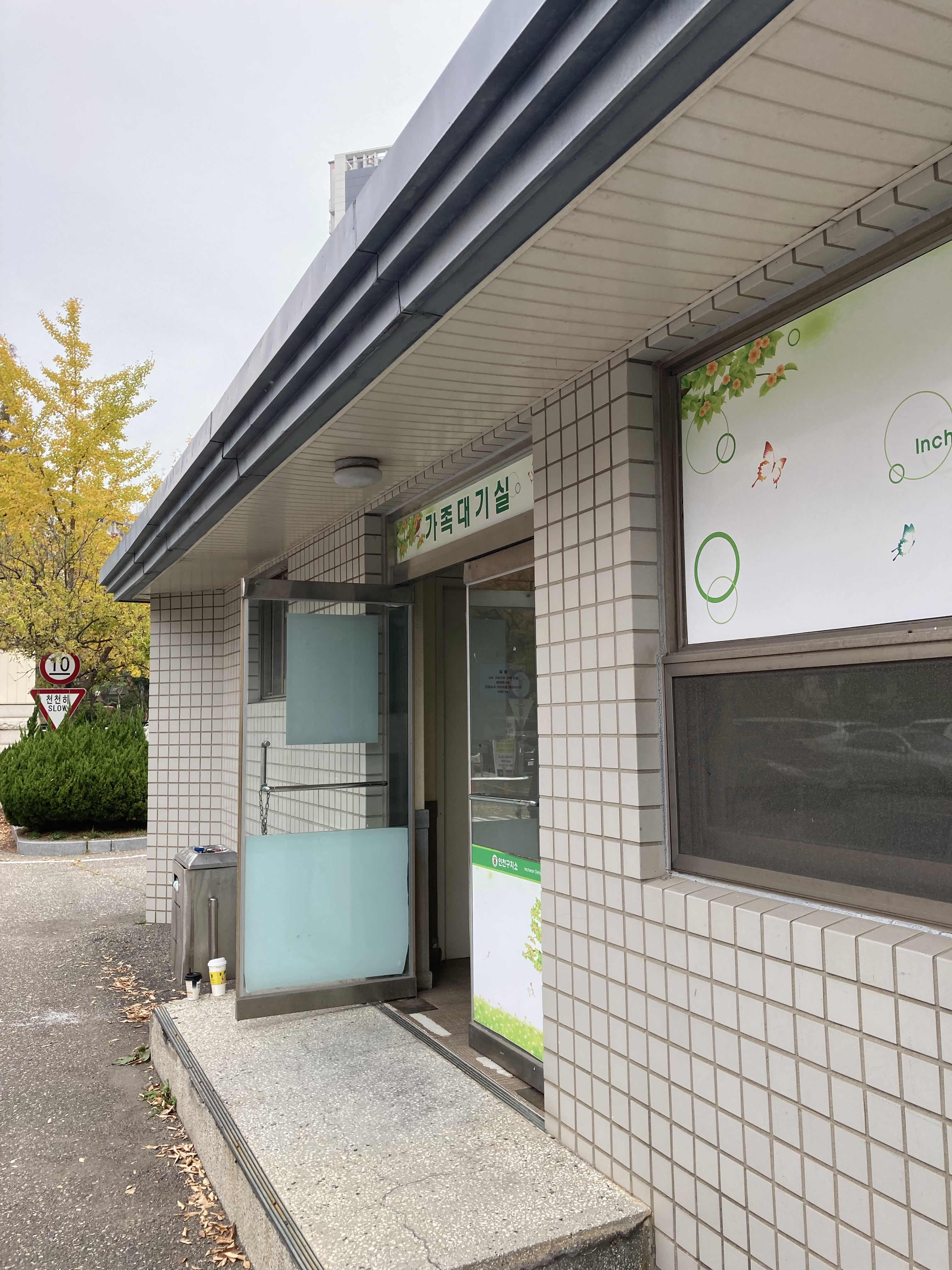
가족대기실

## 기타
- 꽃으로 질병이나 스트레스에 대비하는 플라워 테라피 방식을 도입하여 재소자 심성순화를 시도하였다.[2]
- 인천지방검찰청, 인천지방법원 사건에 한해 구치소 앞에 인천지방검찰청, 인천지방법원이 있어서 지하통로로 걸어서 이동함으로써 피고인과 피의자의 인권보호, 차량호송으로 인한 교통체증 억제, 온실가스와 유류비 절감에 일조한다.

## 주요 수감자
- 이청연
- 박은수 (배우)

## 같이 보기
- 법무부
- 교정본부
- 서울지방교정청
- 천안소년교도소
- 인천지방검찰청
- 인천지방검찰청 부천지청
- 인천지방법원
- 인천지방법원 부천지원
- 인천광역시경찰청
- 중부지방해양경찰청(인천해양경찰서)
- 경기도남부경찰청 (김포시, 부천시 관할 소속 경찰서)